# 유엔 안전 보장 이사회 결의 제2638호
유엔 안전 보장 이사회 결의안 제2638호는2022년 6월 22일 무투표 채택되었다. 2022년 5월 29일 국제사법재판소(ICJ) 판사인 안토니오 아우구스토 칸사도 트린다데(Antônio Augusto Cançado Trindade)의 죽음을 유감스럽게 생각한 후, 이사회는 2022년 11월 4일 안전 보장 이사회와 제 77차 총회 기간 중 총회에서 ICJ의 공석을 위한 선거를 실시하기로 결정하였다.

## 같이 보기
- 유엔 안전 보장 이사회 결의 제2601 ~ 2700호 목록